# Zheng Xiaoyu
Zheng Xiaoyu (kinesiska: 郑筱萸), född 21 december 1944 i Fuzhou, död 10 juli 2007, var en kinesisk politiker.
Xiaoyu studerade biologi och fick 1968 en kandidatexamen. Han gick med i Kinas kommunistiska parti, november 1979.
Han var chef för statens livs- och läkemedelsverket i Kina 1998 - 2005. Under hans tid som chef har det påståtts att Xiaoyu tog emot mutor uppemot åtta miljoner kronor för att godkänna läkemedel som inte genomgått en grundlig undersökning. Korrumptionen uppdagades då ett av de godkända läkemedlen, som innehöll dietylenglykol istället för glycerin, orsakade 40 dödsoffer i Panama. Xiaoyu dömdes till döden vid den första domstolsinstansen i Peking den 29 maj 2007. Domen fastställdes den 10 juli 2007.